# Kai Laitinen
Kai Leo Kaarlo Laitinen, född 27 september 1924 i Suonenjoki, död 11 mars 2013 i Helsingfors, var en finländsk professor och litteraturkritiker. Han skrev bland annat en biografi över Aino Kallas.

## Priser och utmärkelser
- Svenska Akademiens Finlandspris 1987